# Sopwith 1½ Strutter

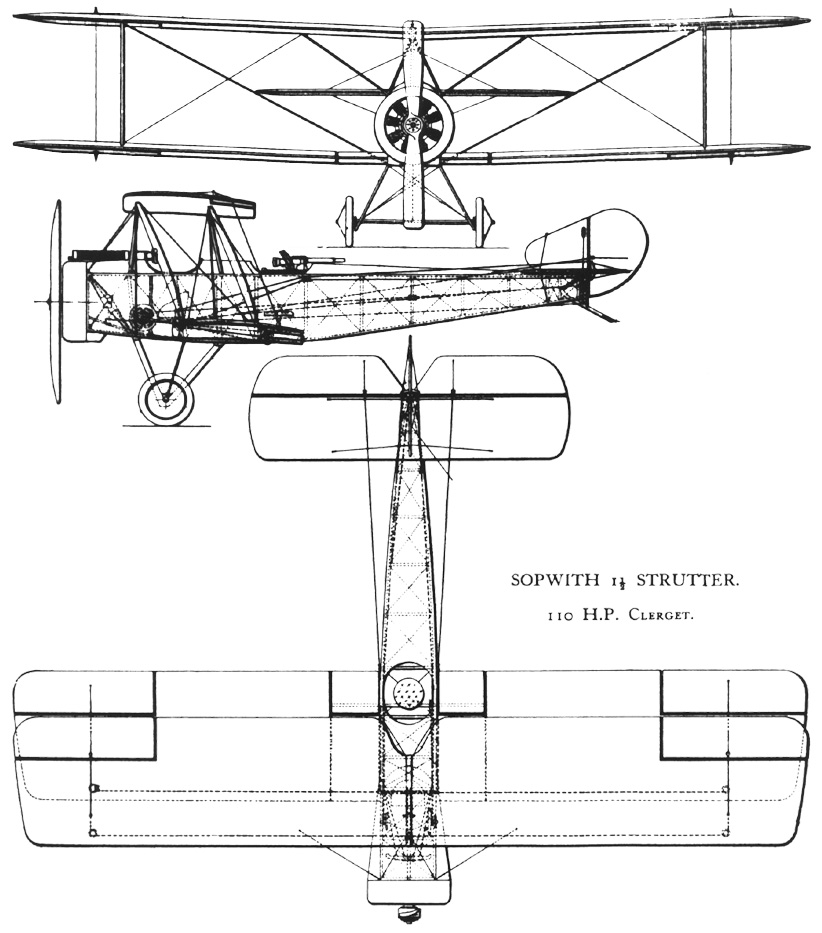
Сопвич 1½-Страттерm (Sopwith 1½ Strutter)

Сопвич «Полуторастоечный» (British Sopwith 1½-Strutter) — одно- или двухместный многоцелевой самолёт. Массово строился во время Первой мировой войны. Выпускался фирмой «Сопвич Авиейшн Ко, лтд» в Кингстоне. Это был первый британский самолёт, оснащенный синхронизатором, что позволяло переднему пулемёту вести огонь через диск винта. Самолёт находился на вооружении в военной авиации Англии, Бельгии, Франции, Японии, Латвии, России и в Американском экспедиционном корпусе. Построено около 6000 самолётов.

## Тактико-технические характеристики (1½ Strutter)

### Технические характеристики
- Экипаж: 2 человека (пилот и наблюдатель)
- Длина: 7,7 м (25 футов 3 дюйма)
- Размах крыла: 10,21 м (33 фута 6 дюймов)
- Высота: 3,12 м (10 футов 3 дюйма)
- Площадь крыла: 32,14 м² (346 кв. футов)
- Масса пустого: 597 кг (1316 фунтов)
- Масса снаряженного: 975 кг (2149 фунтов)
- Максимальная взлетная масса: 1062 кг (2342 фунта)
- Двигатели: 1× ротативный Clerget 9B мощностью 130 л. с. (97 кВт)

### Лётные характеристики
- Максимальная скорость: 164 км/ч на высоте 1980 м (6500 футов)
- Практическая дальность: 565 км (350 миль)
- Практический потолок: 3960 м (13 000 футов)
- Нагрузка на крыло: 30,34 кг/м²

### Вооружение
- Пулемётное:
  - 1× 7,7 мм (.303 дюйма) стреляющий вперёд пулемёт Виккерс с прерывателем Росса
  - 1× 7,7 мм (.303 дюйма) пулемёт Льюис в кабине наблюдателя
- Бомбовая нагрузка: до 100 кг бомб
  - 4× 25 кг бомбы

## Эксплуатанты
- Великобритания
- Франция
- Российская империя
- РСФСР
- Литва